# Årnset
Årnset – miejscowość w Norwegii w okręgu Trøndelag, ośrodek administracyjny gminy Indre Fosen. Położona jest na brzegu fjordu Botn. W 2019 roku zamieszkana przez 1202 osoby. Powierzchnia wynosi 0,9 km².
Przed utworzeniem Indre Fosen w 2018 roku Årnset było ośrodkiem administracyjnym gminy Rissa w Sør-Trøndelag.